# عینیت دانش‌علوم اجتماعی
عینیت دانش جامعه‌شناختی و اجتماعی-سیاسی، که در علم اجتماعی و سیاست اجتماعی به عنوان «عینیت دانش» نیز شناخته می‌شود (به آلمانی: Die 'Objektivität' sozialwissenschaftlicher und sozialpolitischer Erkenntnis) مقاله ای است در سال ۱۹۰۴ که توسط ماکسیمیلیان وبر، اقتصاددان و جامعه‌شناس آلمانی نوشته و منتشر شده‌است. و ترجمه‌های مختلفی از آن به انگلیسی وجود دارد.
مقاله عینیت مفاهیم اساسی جامعه‌شناسی وبر را مورد بحث قرار می‌دهد: «نوع ایده‌آل»، «کنش اجتماعی»، «درک همدلانه»، «آزمایش خیالی»، «تحلیل بدون ارزش» و «عینیت درک جامعه‌شناختی».
وبر به این پرسش پرداخت که حقایق معتبر عینی در حوزه علوم فرهنگی چقدر امکان‌پذیر است.
وبر معتقد است که در گزینش مسئله تحقیق، همواره یک عنصر ارزشی در کار است و هیچ معیار ذاتاً علمی برای این کار وجود ندارد. وی تأکید می‌کند که گزینش این روش، عینیت علوم اجتماعی را به خطر نمی‌اندازد، چرا که مسئله درست یا نادرست بودن یک قضیه، از نظر منطقی جدا از ربطِ آن قضیه به ارزشها است.